# Uwe Kranenpohl
Uwe Kranenpohl (* 1966) ist ein deutscher Politikwissenschaftler.

## Leben
Nach dem Abitur 1985 am Humboldt-Gymnasium Düsseldorf studierte Kranenpohl von 1986 bis 1991 Politikwissenschaft, Geschichte und Wirtschaftswissenschaften an der Freien Universität Berlin und an der Universität Passau. 1997 wurde er bei Heinrich Oberreuter mit der Dissertation Mächtig oder machtlos? Kleine Fraktionen im Deutschen Bundestag 1949 bis 1994 zum Dr. phil. promoviert. 2009 habilitierte er sich an der Universität Passau mit der Arbeit Hinter dem Schleier des Beratungsgeheimnisses. Der Willensbildungs- und Entscheidungsprozess des Bundesverfassungsgerichts.
Nach seinem Studium war Kranenpohl 1991 bis 1996 wissenschaftlicher Mitarbeiter am Lehrstuhl für Politikwissenschaft der Universität Passau. 1996 wurde er wissenschaftlicher Assistent und persönlicher Referent des Direktors der Akademie für Politische Bildung in Tutzing. 2000 wechselte er zurück an die Universität Passau, wo er 2009 Privatdozent wurde. Seit 2009 ist er Professor für Politik- und Verwaltungswissenschaften an der Evangelischen Hochschule Nürnberg und wirkt weiterhin als Privatdozent an der Universität Passau.

## Schriften (Auswahl)

### Monografien
- Mächtig oder machtlos? Kleine Fraktionen im Deutschen Bundestag 1949 bis 1994 (= Studien zur Sozialwissenschaft. Band 205). Westdeutscher Verlag, Opladen 1999, ISBN 3-531-13265-2.
- Mit Heinrich Oberreuter: Die politischen Parteien in Deutschland. Geschichte, Programmatik, Organisation, Personen, Finanzierung (= Geschichte und Staat. Band 277). 26. Auflage, Olzog, München 2000, ISBN 3-7892-8045-3.
- Ondřej Kalina, Stefan Köppl, Rüdiger Lang, Jürgen Stern, Alexander Straßner: Grundkurs Politikwissenschaft. Einführung ins wissenschaftliche Arbeiten. Westdeutscher Verlag, Wiesbaden 2003, ISBN 3-531-14162-7.
- Hinter dem Schleier des Beratungsgeheimnisses. Der Willensbildungs- und Entscheidungsprozess des Bundesverfassungsgerichts. VS Verlag für Sozialwissenschaften, Wiesbaden 2010, ISBN 978-3-531-16871-5.

### Herausgeberschaften
- Mit Heinrich Oberreuter, Martin Sebaldt: Der Deutsche Bundestag im Wandel. Ergebnisse neuerer Parlamentarismusforschung. 2. Auflage, Westdeutscher Verlag, Wiesbaden 2002, ISBN 3-531-33684-3.
- Mit Werner J. Patzelt, Martin Sebaldt: Res publica semper reformanda. Wissenschaft und politische Bildung im Dienste des Gemeinwohls. Festschrift für Heinrich Oberreuter zum 65. Geburtstag. VS Verlag für Sozialwissenschaften, Wiesbaden 2007, ISBN 978-3-531-15393-3.
- Mit Stefan Köppl: Konkordanzdemokratie. Ein Demokratietyp der Vergangenheit? Nomos, Baden-Baden 2012, ISBN 978-3-8329-7066-6.